# G.O. Sars (Schiff)
Die G.O. Sars ist ein norwegisches Fischereiforschungsschiff.
Das Schiff wird vom Havforskningsinstituttet bereedert und gemeinsam von der Universitetet i Bergen und dem Havforskningsinstituttet genutzt. Namensgeber des Schiffes ist der norwegische Meeresbiologe Georg Ossian Sars.

## Geschichte
Das Schiff wurde unter der Baunummer 175 von Flekkefjord Slipp & Maskinfabrikk gebaut. Der Bauvertrag wurde am 22. Dezember 2000 unterzeichnet. Der Rumpf des Schiffes wurde von der polnischen Crist-Werft zugeliefert. Der Bau der Sektionen dort begann im Herbst 2001. Die Sektionen wurden Anfang 2002 zusammengeschweißt und der Rumpf anschließend zur Kvina Verft in Norwegen geschleppt, wo der Neubau bis Mitte August 2002 ausgerüstet und mit den Aufbauten versehen wurde. Die Endausrüstung erfolgte bei Flekkefjord Slipp & Maskinfabrikk. Die Fertigstellung des Schiffes erfolgte am 11. April 2003, die Übergabe an den Auftraggeber am 25. April 2003. Das Schiff wurde am 7. Mai 2003 in Bergen getauft. Taufpatin war die norwegische Königin Sonja von Norwegen. Der Schiffsentwurf stammte vom norwegischen Unternehmen Skipsteknisk. Der Bau des Schiffes kostete rund 400 Millionen norwegische Kronen.

## Technische Daten
Der Antrieb des Schiffes erfolgt dieselelektrisch. Für die Propulsion stehen zwei Teco-Westinghouse-Elektromotoren mit jeweils 3.000 kW Leistung zur Verfügung, die direkt auf einen Festpropeller wirken. Die Stromversorgung der Antriebsmotoren erfolgt über drei Generatorsätze mit drei Wärtsilä-Dieselmotoren (Typ: 6L32) mit jeweils 2.700 kW Leistung und drei Siemens-Generatoren mit jeweils 3.250 kVA Scheinleistung. Darüber hinaus wurden ein Hafengenerator mit einem Dieselmotor des Herstellers Volvo Penta (Typ: D25MS) und einem Stamford-Generator sowie ein Notstromaggregat, ebenfalls mit einem Dieselmotor des Herstellers Volvo Penta (Typ: TAMD 103) und einem Stamford-Generator verbaut.
Das Schiff ist mit je einem Bug- und einem Heckstrahlruder mit 600 bzw. 450 kW Leistung sowie einer Propellergondel mit 900 kW Leistung im Bugbereich ausgestattet. Es verfügt über ein System zur dynamischen Positionierung.
Der Rumpf des Schiffes ist eisverstärkt.

## Ausstattung
Das Schiff verfügt über sieben Decks. Es ist mit verschiedenen Nass- und Trockenlaboren ausgestattet. An Deck können mehrere 10-Fuß-Container mitgeführt werden. Das als Trawler gebaute Schiff ist für die Schleppnetzfischerei mit Schwimmschleppnetzen zur pelagischen Fischerei bzw. Grundschleppnetzen ausgerüstet. Weiterhin verfügt es über Sonar- und Echolotanlagen und ist für den Einsatz von ROVs ausgerüstet. An Bord befinden sich verschiedene Krane und Winden.
An Bord ist Platz für 45 Personen in insgesamt 32 Kabinen (13 Doppel- und 19 Einzelkabinen), davon 15 für Besatzungsmitglieder und 30 für Wissenschaftler.
Das Schiff kann bis zu 45 Tage auf See bleiben und dabei 18.000 Seemeilen zurücklegen.

## Sonstiges
Das Schiff wurde 2003 von der norwegischen Fachzeitschrift Skipsrevyen mit dem „Ship of the Year Award“ ausgezeichnet. Es erfüllt die Vorgaben des International Council for the Exploration of the Sea in Bezug auf das Emittieren von Unterwasserschall (ICES 209).
Das Schiff war 2010 Thema der Dokumentationsserie „Mighty Ships“ des Discovery Channels.